# Переменный конденсатор

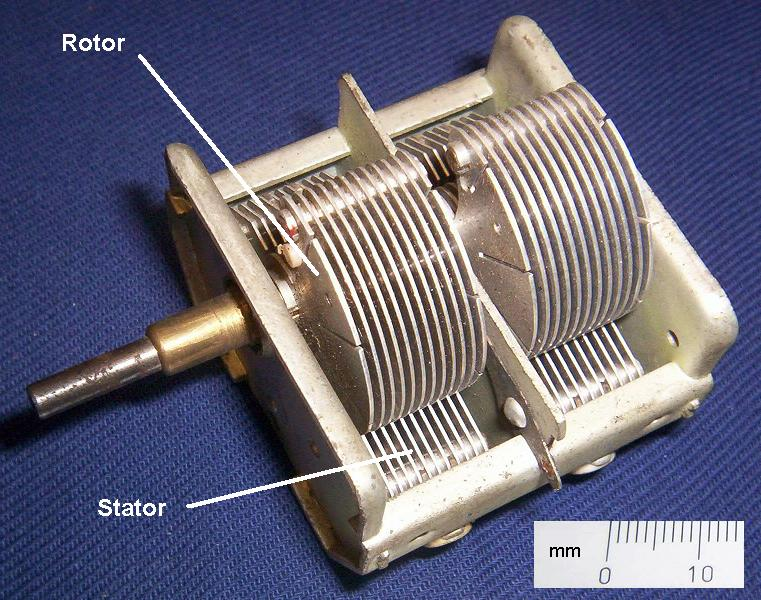
Двухсекционный прямочастотный конденсатор с воздушным диэлектриком, широко применяющийся в радиоприёмниках. Одна из секций включается в контур входного фильтра, вторая — в контур гетеродина. Крайние пластины каждой секции имеют надрезы; отгибая края этих пластин, можно добиться точного согласования ёмкостей обеих секций в любом положении

Переме́нный конденса́тор (конденсатор переменной ёмкости, КПЕ) — конденсатор, электрическая ёмкость которого может изменяться механическим способом, либо электрически, под действием изменения приложенного к обкладкам напряжения.
Переменные конденсаторы применяются в колебательных контурах и других частотнозависимых цепях для изменения их резонансной частоты — например, во входных и цепях гетеродина супергетеродинных радиоприёмников, в цепях коррекции амплитудно частотных характеристик усилителей, генераторах, антенных устройствах.
Ёмкость переменных конденсаторов с механическим изменением ёмкости обычно перестраивается в пределах от единиц до нескольких десятков или сотен пикофарад.

## История
После открытия радиосвязи её дальнейшего развития, возникла необходимость перестройки частот передачи и приема в радиосистемах. Частоту колебательного контура, состоящий из катушки и конденсатора, можно было изменять либо путем изменения индуктивности, либо путем изменения ёмкости элементов контура. Изменение ёмкости стало возможным благодаря изобретению венгерским инженером Дежо Корда (Dezső Korda) в 1892 году конденсатора с вращающимся ротором, ёмкость которого можно изменять за счет регулируемого перекрытия поверхностей электродов обкладок конденсатора. В 1893 году он получил немецкий патент на своё изобретение. Позднее эти переменные конденсаторы были усовершенствованы Адольфом Кёпселем в 1901 году и начали широко использоваться в радиустройствах компанией Siemens.

## Классификация
По назначению переменные конденсаторы подразделяются на предназначенные для частой перестройки в процессе эксплуатации (например, для настройки приёмника или передатчика), и подстроечные (триммеры, в советской литературе до 1950-х годов назывались также полупеременными), регулировка которых требуется относительно редко, обычно при наладке аппаратуры. Подстроечные конденсаторы проще по устройству (в них нет необходимости применять качественные подшипники и т. п.) и обычно имеют более узкий диапазон перестройки ёмкости. Иногда они снабжены устройством, позволяющим зафиксировать ротор после настройки (например, цанговым зажимом).
|  | ] |

|  |  |  |

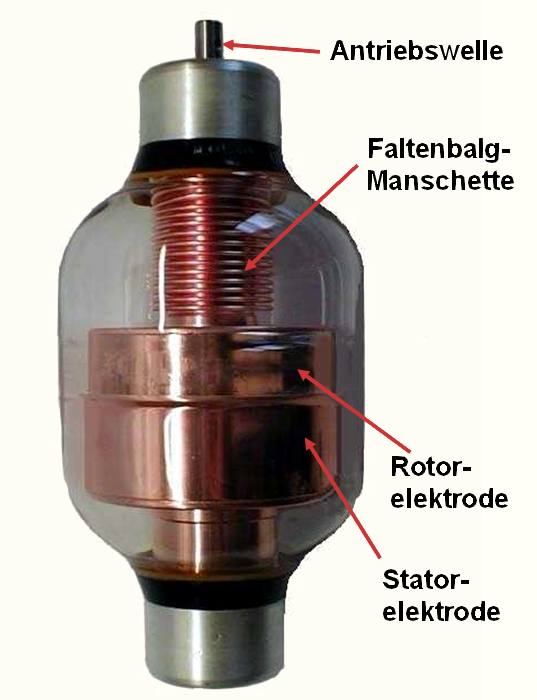
Вакуумный КПЕ для работы при напряжениях в десятки киловольт. Ротор и статор находятся в вакуумированной стеклянной колбе. Вал привода перемещения подвижного электрода выведен через металлический сильфон, обеспечивающий вакуумплотное подвижное соединение.

За счет выбора формы пластин КПЕ можно получить различные виды зависимости ёмкости от угла поворота ротора. Наиболее распространены прямочастотные (прямоволновые) и прямоёмкостные КПЕ. У прямоёмкостных частота настройки контура, в котором используется такой конденсатор, меняется пропорционально углу поворота ротора; у прямочастотных зависимость выбрана такой, что пропорционально углу поворота ротора изменяется резонансная частота колебательного контура, в который включен КПЕ.
Очень распространены блоки КПЕ, состоящие из двух, трёх и более секций с одинаковым или разным диапазоном ёмкостей, установленных на одном валу — секционные конденсаторы переменной ёмкости. Они применяются для согласованной перестройки нескольких колебательных контуров одним органом управления, например, контуров входного фильтра, фильтра усилителя высокой частоты и гетеродина в радиоприёмнике. Нередко в такой блок конструктивно встраиваются и несколько подстроечных конденсаторов для точной подгонки ёмкостей отдельных секций.
- Конденсаторы с механическим изменением ёмкости:
  - с воздушным диэлектриком;
  - с твёрдым диэлектриком;
  - вакуумные;
- Конденсаторы с электрическим способом изменения ёмкости:
  - вариконды;
  - варикапы.